# 南大西洋聯盟
南大西洋聯盟（英語：South Atlantic League），別稱「薩利聯盟」（Sally League），是橫跨美國紐約州到喬治亞州的一個美國職棒小聯盟附屬聯盟，該聯盟於1963年創立，原隸屬於大聯盟的1A系統。後來在2021年小聯盟重組後晉升到高階1A系統。該聯盟在2021年短暫改名為高階1A東區後，在2022年恢復原名。
在美國歷史上，曾有一個南大西洋聯盟。該聯盟起初為1C系統，並於1921年升上1B系統，二戰後升上1A系統。1961年，南方協會解散，因此南大西洋聯盟於1963年加入2A，成為了現今的南方聯盟。
1980年，甫解散的西卡羅萊納聯盟改組，並重新使用南大西洋聯盟這個名稱。2019年，由於球隊已經發展到14支球隊，因此該聯盟分成南北兩區。
2020年，因為COVID-19疫情的大爆發，使得小聯盟賽季全面暫停。2021年球季開始前，南大西洋聯盟暫時改名叫高階1A東區。不過大聯盟後來收購小聯盟的名稱版權，因此高階1A東區在2022年球季又改回原名南大西洋聯盟。

## 現有球隊
| 分區         | 球隊            | 原文名     | 大聯盟球隊         | 所在地                  | 球場             | 球場容納人數 |
| ------------ | --------------- | ---------- | ------------------ | ----------------------- | ---------------- | ------------ |
| 北區         | 阿伯丁鐵鳥      |            | 巴爾的摩金鶯       | 馬里蘭州阿伯丁          | 雷多斯球場       | 6300         |
| 布魯克林氣旋 |                 | 紐約大都會 | 紐約州布魯克林區   | 邁蒙尼德公園            | 7000             |              |
| 哈德遜谷叛徒 |                 | 紐約洋基   | 紐約州瓦賓格瀑布   | 荷蘭人體育場            | 4500             |              |
| 澤西岸藍爪   |                 | 費城費城人 | 紐澤西州萊克伍德鎮 | 第一能源公園            | 8000             |              |
| 威爾明頓藍岩 |                 | 華盛頓國民 | 德拉瓦州威爾明頓   | 丹尼爾·弗羅利體育場     | 6404             |              |
| 南區         | 艾許維爾旅客    |            | 休士頓太空人       | 北卡羅來納州艾許維爾    | 麥科米克球場     | 4000         |
| 南區         | 鮑靈格林熱鍋    |            | 坦帕灣光芒         | 肯塔基州鮑靈格林        | 鮑靈格林球場     | 4559         |
| 南區         | 格林斯伯勒蚱蜢  |            | 匹茲堡海盜         | 北卡羅來納州格林斯伯勒  | 第一國家公園球場 | 7499         |
| 南區         | 格林威爾駕駛    |            | 波士頓紅襪         | 南卡羅來納州格林維爾    | 弗洛爾球場       | 5700         |
| 南區         | 希科里淡水龍蝦  |            | 德州遊騎兵         | 北卡羅來納州希科里      | 弗蘭斯體育場     | 5062         |
| 南區         | 羅馬君主        |            | 亞特蘭大勇士       | 喬治亞州羅馬            | 州立同好體育場   | 5105         |
| 南區         | 溫斯頓-撒冷衝刺 |            | 芝加哥白襪         | 北卡羅來納州溫斯頓-撒冷 | Truist體育場     | 5500         |

|  |

- 南區
- 北區

## 外部連結
- 小聯盟官方網站 （页面存档备份，存于）